# Osmar Molinas
Osmar de la Cruz Molinas González (3 de mayo de 1987, Capiatá, Paraguay), es un futbolista paraguayo que juega de centrocampista en el Club Recoleta de la Segunda División de Paraguay.

## Trayectoria
Exestudiante del Colegio Carmen de Peña, Molinas comenzó su carrera en el Club Olimpia, con Guillermo Giménez como DT, e hizo su debut profesional en 2005 durante un partido entre Olimpia y Nacional, que acabó con el marcador de 1-1 en el estadio Defensores del Chaco. Molinas también ha sido llamado para el seleccionado sub-23 de Paraguay en varias ocasiones. Con el tiempo, fue considerado uno de los pilares fundamentales en el medio campo de Olimpia, destacando su liderazgo y capacidad para recuperar el balón.
Durante un partido jugado ante Libertad en el torneo Clausura de 2009 sufrió una grave lesión en el peroné de la pierna derecha, ocasionada por una dura entrada del jugador Javier Mercedes González, lo cual lo dejó alejado de las canchas durante un semestre. El futbolista retornó para la segunda parte de la temporada 2010.
Expresamente pedido por el entrenador de Colo-Colo, el argentino Américo Gallego (que luego sería reemplazado en su cargo, por el exgoleador colocolino Ivo Basay, Molinas comienza en el 2011, su primera experiencia profesional fuera de Paraguay, en la Primera División de Chile.
En el partido entre Colo-Colo y Universidad de Chile, disputado en el Estadio Monumental de Santiago de Chile, marca un autogol en el minuto 102, que le significa el empate 2 a 2.
Tuvo un pequeño paso por el club sol de América, con sede en Villa Elisa
Actualmente juega para el Club River Plate de Asunción.

## Selección nacional
Ha sido internacional con la selección de fútbol de Paraguay. Portó el brazalete de capitán en un amistoso disputado ante la selección de Chile, partido en el que su equipo perdió por 2 a 1, habiendo jugado la totalidad del encuentro.

## Clubes
| Club              | País     | Año               | Partidos | Goles |
| ----------------- | -------- | ----------------- | -------- | ----- |
| Olimpia           | Paraguay | 2005 - 2011       | 146      | 2     |
| Colo-Colo         | Chile    | 2011 - 2012       | 20       | 1     |
| Libertad          | Paraguay | 2012 - 2016       | 147      | 1     |
| Sol de América    | Paraguay | 2017              | 21       | 0     |
| Independiente     | Paraguay | 2018              | 9        | 0     |
| Deportivo Santaní | Paraguay | 2018              | 16       | 0     |
| Deportivo Capiatá | Paraguay | 2019 - 2020       | 0        | 0     |
| 12 de Octubre     | Paraguay | 2020              | 0        | 0     |
| Club River Plate  | Paraguay | 2021 - Actualidad | 2        | 0     |
| Carrera           | Total    | 2005 - Actualidad | 361      | 4     |

- Estadísticas actualizadas a la fecha: 21 de febrero de 2021.[2]

## Palmarés
| Título          | Club     | País     | Año  |
| --------------- | -------- | -------- | ---- |
| Torneo Apertura | Libertad | Paraguay | 2014 |
| Torneo Clausura | Libertad | Paraguay | 2014 |
| Torneo Apertura | Libertad | Paraguay | 2016 |